# Transantarktiske bjergkæde
Den transantarktiske bjergkæde (engelsk: Transantarctic Mountains) er en bjergkæde på det antarktiske kontinent som strækker sig fra Kap Adare ved Rosshavet til Coats Land ved Weddellhavet.
Den transantarktiske bjergkæde deler Antarktis i to dele, en østlig og en vestlig del. Den transantarktiske bjergkæde har en længde på i alt 3.500 km og er dermed en af de længste bjergkæder på jorden. Bjergkæden består af flere grupper af bjerge med særskilte navne, hvoraf flere igen er opdelt i mindre bjergkæder. Højeste top i Den transantarktiske bjergkæde er det 4.518 meter høje Mount Kirkpatrick.